# دنيس إيبرهارد
دنيس إيبرهارد (بالإنجليزية: Dennis Eberhard)‏ هو معلم موسيقى وملحن أمريكي، ولد في 1943 في كليفلاند في الولايات المتحدة، وتوفي بنفس المكان في 2005.